# Barcelona
 Ovo je glavno značenje pojma Barcelona. Za druga značenja pogledajte Barcelona (razdvojba).
Barcelona, glavni grad španjolske autonomne pokrajine Katalonije i glavno trgovačko i industrijsko središte u Španjolskoj, jedna od najvećih luka i najveći grad na Sredozemnom moru. Urbano područje grada se proteže izvan granice gradske uprave na područje oko 803 km² i ima preko 4.200.000 stanovnika, što ga čini šestim metropolskim područjem u Europi.
Barcelona je smještena u maloj obalnoj nizini nedaleko od francuske granice u podnožju planine Collserola.
Barcelona je danas važno kulturno središte i jedna od vodećih turističkih destinacija s bogatom kulturnom baštinom. Barcelona je, nakon Pariza, Londona i Rima, četvrti grad po posjećenosti u Europi, te je, s 5 milijuna turista godišnje, najpopularnije turističko odredište u Španjolskoj.

## Povijest
Osnutak Barcelone je opisan dvjema legendama. Prva kao osnivača grada spominje mitskog grčkog junaka Herkulesa, 400 godina prije osnutka Rima. Druga spominje kartažanina Hamilcara Barcu, Hanibalovog oca, koji je u 3. st. pr. Kr. gradu dao ime Barcino, prema imenu svoje obitelji. Doista, ime Barcelone potječe od staroiberskog feničanskog (kojim su se služili Kartažani) Barkeno, što je ostalo zapisano levantsko-iberskim pismom na drevnom novčiću - ,
Grčki izvori ga zovu Βαρκινών, Barkinṓn, a nakon rimskog osvajanja oko 15. pr. Kr., Rimljani u njegovu središtu (Mons Taber) stvaraju vojnu utvrdu (castrum) i nazivaju ga Barcilonum i Barceno. Vremenom se mjesto razvilo u snažnu trgovačku koloniju Colonia Faventia Julia Augusta Pia Barcino ili Colonia Julia Augusta Faventia Paterna Barcino od koje je veći grad bio samo obližnji Tarraco (današnja Tarragona). Grad je rastao oko luke i bio je izuzet od carskih poreza, te je kovao svoj novac od kojega je sačuvan onaj s likom cara Galbe iz 3 god. pr. Kr.
Grad su osvojili Vizigoti početkom 5. stoljeća i postao je prijestolnicom cijele Hispanije. U ranom 8. stoljeću zauzimaju ga Arapi, ali je već 801. godine osvaja ga Ludovik I. Pobožni, sin Karla Velikog, koji osniva "Hispansku Marku" (Marca Hispanica) kao grofoviju kojom su vladali grofovi Barcelone.
Grofovi Barcelone su postali iznimno neovisni i proširili su svoj teritorij na cijelu Kataloniju. Godine 1137., Aragon i Grofovija Barcelona su se spojili u personalnu uniju vjenčanjem grofa Ramona Berenguera IV. i Petronille Aragonske, čiji je sin, Alfonso II. Aragonski, zavladao Aragonskim kraljevstvom 1162. godine Aragonsko Kraljevstvo je dominiralo Sredozemljem, s prekomorskim teritorijem u Napulju i Siciliji, ali i u Ateni u 13. stoljeću. Stvaranjem dinastijskih veza s Kastiljom u 13. stoljeću započelo je opadanje moći Barcelone.
Vjenčanje Ferdinanda II. Aragonskog s Izabelom I. Kastiljskom ujedinjene su dvije kraljevske loze i središte kraljevstva postaje Madrid. Financijsku važnost Barcelone, kao luke na Sredozemlju, dokrajčila je kolonizacija Amerike čime se trgovina prebacila na Atlantik. No, Barcelona je postala središte katalonskog separatizma od Katalonske bune (1640. – 52.) protiv Filipa II. Velika kuga 1650. – 54. godine prepolovila je broj stanovnika, a Napoleonski ratovi su je opustošili.
Početkom 19. stoljeća započinje industrijalizacija i obnova Barcelone koja koncem stoljeća proživljava svoje zlatno doba. Grad je tijekom Španjolskog građanskog rata podržavao Republikansku vladu i nakon njenog pada ostao je u nepovoljnom položaju tijekom Francove diktature. Autonomne institucije Katalonije su ukinute, a uporaba katalonskog jezika potiskavana. Barcelona je ostala drugi grad po veličini u Španjolskoj u izrazito industrijski razvijenom području koje se, usprkos ratnim stradanjima, uporno razvijalo. Zbog toga se u Barcelonu naseljavaju stanovnici siromašnijih pokrajina (Andaluzija, Murcija, Galicija), a grad se dalje urbanizira.
Olimpijske igre 1992. godine dale su poticaj daljnjem razvitku današnjem europskom velegradu.

## Znamenitosti
Neke važne rimske ruševine se nalaze iznad današnjeg trga Plaça del Rei, a u planu starog grada se i danas može prepoznati tipična rimska mrežasta urbanizacija. Dio rimskih zidina je uklopljen u katedralu koja je osnovana 343. godine osnutkom biskupije.
Središte starog grada čini srednjovjekovna jezgra (Gotička četvrt, katalonski Barri Gòtic), sa spletom uskih krivudavih uličica; na najvišoj točki staroga grada uzdiže se katedrala iz 14. i 15. stoljeća, sjajan primjerak katalonske gotike. Središte grada spojeno je s novijim četvrtima.
Najznamenitije građevine u gradu su ipak djela Antonija Gaudíja, te secesijske građevine Palau de la Música Catalana i Hospital de Sant Pau, nastale u zlatno doba Barcelone, koje su danas UNESCO-ova svjetska baština.
Središte novog grada je trg Plaça Catalunya od kojeg se prema obali spušta slikovita ulica La Rambla. Na gornjem dijelu avenije Avinguda Diagonal je trgovačko središte grada. Barcelona ima 4,5 km plaža od kojih je najstarija i najveća Barceloneta duljine 1,100 m. Barcelona ima 68 parkova od kojih 11 povijesnih, 5 botaničkih, 6 šumskih i 45 gradskih. Od njih je najveći Montjuïc, a najslavniji Parc Güell, arhitekta Antonija Gaudíja. Samo gradski parkovi prekrivaju 20% gradske površine.
- Plaça Catalunya
- Katedrala u Barceloni
- Sagrada Familia
- Casa Batlló
- Casa Milà
- Državna palača Katalonije
- Slavoluk
- Palau de la Música Catalana
- Torre de Collserola visok 288 m
- Torre Agbar
- Njemački paviljon za EXPO 1929. (Mies van der Rohe)

## Uprava
Kao sjedište Katalonije, u Barceloni je smještena katalonska uprava (Generalitat de Catalunya) koja sa svojom izvršnom vladom, parlamentom i vrhovnim sudom, uživa visoki stupanj autonomije od Španjolske. Grad je također upravno središte provincije Barcelona i istoimenog okruga (comarca).

## Klima
Barcelona ima umjerenu mediteransku klimu s ljetom koje traje oko 6 mjeseci (od svibnja do rujna), iako su temperature i u travnju često iznad 20 °C. Zime su blage s prosječnom temperaturom preko 14.5 °C danju i 5.5 °C noću, od prosinca do ožujka.
| Klimatološki srednjaci za Barcelonu | Klimatološki srednjaci za Barcelonu | Klimatološki srednjaci za Barcelonu | Klimatološki srednjaci za Barcelonu | Klimatološki srednjaci za Barcelonu | Klimatološki srednjaci za Barcelonu | Klimatološki srednjaci za Barcelonu | Klimatološki srednjaci za Barcelonu | Klimatološki srednjaci za Barcelonu | Klimatološki srednjaci za Barcelonu | Klimatološki srednjaci za Barcelonu | Klimatološki srednjaci za Barcelonu | Klimatološki srednjaci za Barcelonu | Klimatološki srednjaci za Barcelonu |
| mjesec                              | sij                                 | velj                                | ožu                                 | tra                                 | svi                                 | lip                                 | srp                                 | kol                                 | ruj                                 | lis                                 | stu                                 | pro                                 | godina                              |
| ----------------------------------- | ----------------------------------- | ----------------------------------- | ----------------------------------- | ----------------------------------- | ----------------------------------- | ----------------------------------- | ----------------------------------- | ----------------------------------- | ----------------------------------- | ----------------------------------- | ----------------------------------- | ----------------------------------- | ----------------------------------- |
| srednji maksimum, °C                | 13,4                                | 14,6                                | 15,9                                | 17,6                                | 20,5                                | 24,2                                | 27,5                                | 28,0                                | 25,5                                | 21,5                                | 17,0                                | 14,3                                | 20,0                                |
| srednja dnevna temperatura, °C      | 8,9                                 | 10,0                                | 11,3                                | 13,1                                | 16,3                                | 20,0                                | 23,1                                | 23,7                                | 21,1                                | 17,1                                | 12,6                                | 10,0                                | 15,6                                |
| srednji minimum, °C                 | 4,4                                 | 5,3                                 | 6,7                                 | 8,5                                 | 12,0                                | 15,7                                | 18,6                                | 19,3                                | 16,7                                | 12,6                                | 8,1                                 | 5,7                                 | 11,1                                |

## Gospodarstvo
Barcelona je velegrad svjetskog gospodarstva, međunarodne trgovine, medija, zabave, umjetnosti, obrazovanja i turizma. Središte je gospodarstva Katalonije, i šire, koje se konstantno razvija, a njezina četvrt Diagonal Mar i el Front Marítim del Poblenou je i financijsko središte.
Barcelona se nalazi na četvrtom mjestu po bogatstvu u Europskoj uniji prema BDP-u koji iznosi oko 35,975 € (44% viši od EU prosjeka), i s proračunom od 177 milijardi €, na 35. mjestu je u svijetu.
Kao tržišna marka (brand), grad je 3. najuspješniji u Europi, i po reputaciji i primanjima.

## Promet
U Barceloni je jedna od glavnih europskih luka na Sredozemlju, a u gradu se nalazi Međunarodna zračna luka kroz koju godišnje prođe 30 milijuna putnika. Grad ima razvijenu mrežu prometnica, ali i vlak velikih brzina kojim je povezan s Francuskom i Portugalom.

## Sport
Barcelona ima dugu športsku tradiciju. Bila je domaćin XXV. Olimpijskih igara 1992., a i nekoliko utakmica za vrijeme Svjetskog prvenstva u nogometu 1982. koje je održano u Španjolskoj. Osim navedenog, dvaput je bila domaćin Europskog prvenstva u košarci, a u njoj su održana i Svjetsko prvenstvo u vodenim športovima 2003. te Europsko prvenstvo u atletici 2010. Nogometni klub Barcelona igra svoje utakmice na stadionu Camp Nou, ispod kojeg se nalazi muzej voštanih figura. Camp Nou, najveći stadion u Europi s kapacitetom od 100.000 ljudi, jedan je od dva stadiona u Barceloni koji spadaju u četvrtu kategoriju UEFA-inih stadiona. Drugi je Olimpijski stadion Lluís Companys.

## Obrazovanje
- Toulouse Business School

## Gradovi prijatelji
| - Antwerpen, Belgija - Sarajevo, Bosna i Hercegovina - Rio de Janeiro, Brazil - Sao Paolo, Brazil - Valparaiso, Čile - Cebu, Filipini - Montpellier, Francuska - Atena, Grčka - Thiruvananthapuram, Indija | - Isfahan, Iran - Dublin, Irska - Tel Aviv, Izrael - Kobe, Japan - Busan, Južna Koreja - Šangaj, Kina - Havana, Kuba - Monterrey, Meksiko - Köln, Njemačka | - Gaza, Palestina - Gdanjsk, Poljska - Sankt-Peterburg, Rusija - Boston, SAD - San Francisco, SAD - Istanbul, Turska - Dubai, UAE - Montevideo, Urugvaj |